# Кръстю Миятев
Кръстю Миятев е български археолог-медиевист, историк и академик.

## Биография
Роден е на 1 февруари 1892 г. в Пловдив. Завършва висше образование във Виена с докторат по философия (1915). Специализира история на византийското изкуство в Берлин. Участва в Първата световна война и оцелява в пленничество.
От 1920 г. започва работа в Народния археологически музей – София. До 1938 г. е уредник на Средновековния отдел. Директор на Етнографския музей (1939 – 1944). През 1945 – 1946 г. е секретар, а от 1952 до 1963 г. директор на Археологическия институт.
Кръстю Миятев осъществява разностранна проучвателна археологическа дейност. Така през 1927 – 1928 г. съвместно с Юрдан Господинов разкрива известната Кръгла църква в столицата Преслав, която публикува в излязлата през 1932 г. монография „Кръглата църква в Преслав“. В Плиска, под останките на Тронната палата през 1936 – 1937 г. разкрива най-голямата представителна сграда на средновековната българска архитектура – т.нар. Крумов дворец. Кръстю Миятев взима активно участие и в проучванията на средновековната столица Велико Търново. Тук от 1950 г. е ръководител на започналите през 1946 – 1948 г. цялостни проучвания на царския дворец на хълма Царевец, като остава такъв до самата си смърт на 24 август 1966 г.
През последните години от живота си Кръстю Миятев успява да напише и издаде основополагащия труд „Архитектурата в средновековна България“ (София, 1965). В него за пръв път са представени цялостно средновековните архитектурни паметници в българските земи от създаването на Българската държава до нейното падане под османска власт.